# 8号弗吉尼亚州州道

在維吉尼亞州的位置

維吉尼亞州8号公路是美國維吉尼亞州的一條重要的公路，连接Stuart和克里斯琴斯堡。維吉尼亞州8号公路的前身為維吉尼亞州23号公路的一部分。該公路建成於1933年，全長89.98公里。